# Gmina Lloyd

Położenie Gminy Lloyd w hrabstwie Dickinson

Gmina Lloyd (ang. Lloyd Township) – gmina w USA, w stanie Iowa, w hrabstwie Dickinson. Według danych z 2000 roku gmina miała 616 mieszkańców, a jej powierzchnia wynosi 92,92 km².